# Terremotos de Islandia de 2023
Una serie de intensos terremotos en la región Suðurnes, Islandia, comenzó el 24 de octubre de 2023 debido a una intrusión magmática debajo del área. La frecuencia y la intensidad de los terremotos aumentaron dramáticamente el 10 de noviembre, con 20.000 temblores registrados hasta el 10 de noviembre, superando el más grande la magnitud 5,1. Se ordenó la evacuación en la localidad de Grindavík, situada cerca de la zona de actividad sísmica.
El 18 de diciembre de 2023 se produjo una erupción volcánica en Sundhnúkur, al norte de Grindavík.

## Antecedentes
Aunque los terremotos son frecuentes en Islandia debido a que la isla está situada en el límite de la placa euroasiática y la placa norteamericana, el reciente enjambre se destacó por ser más extenso de lo habitual. Desde 2021 se han producido tres erupciones volcánicas en la península de Reykjanes, alrededor del volcán Fagradalsfjall.
El enjambre de terremotos de 2023 está asociado con una intrusión magmática de hasta 15 km de longitud que se extiende en dirección suroeste, comenzando en Kálfellsheiði y siguiendo la línea de la cadena de cráteres Sundhnúkur a una profundidad de alrededor de 800 m. El mayor de los terremotos se originó bajo los cráteres de Sundhnúkur, pero posteriormente se propagó hacia el suroeste bajo Grindavik y hacia el mar. La ciudad se levanta sobre la lava que surgió de Sundhnúkur hace unos 2350 años. Es una de las seis comunidades de la península que está situada sobre o cerca de una fisura eruptiva.

## Línea temporal

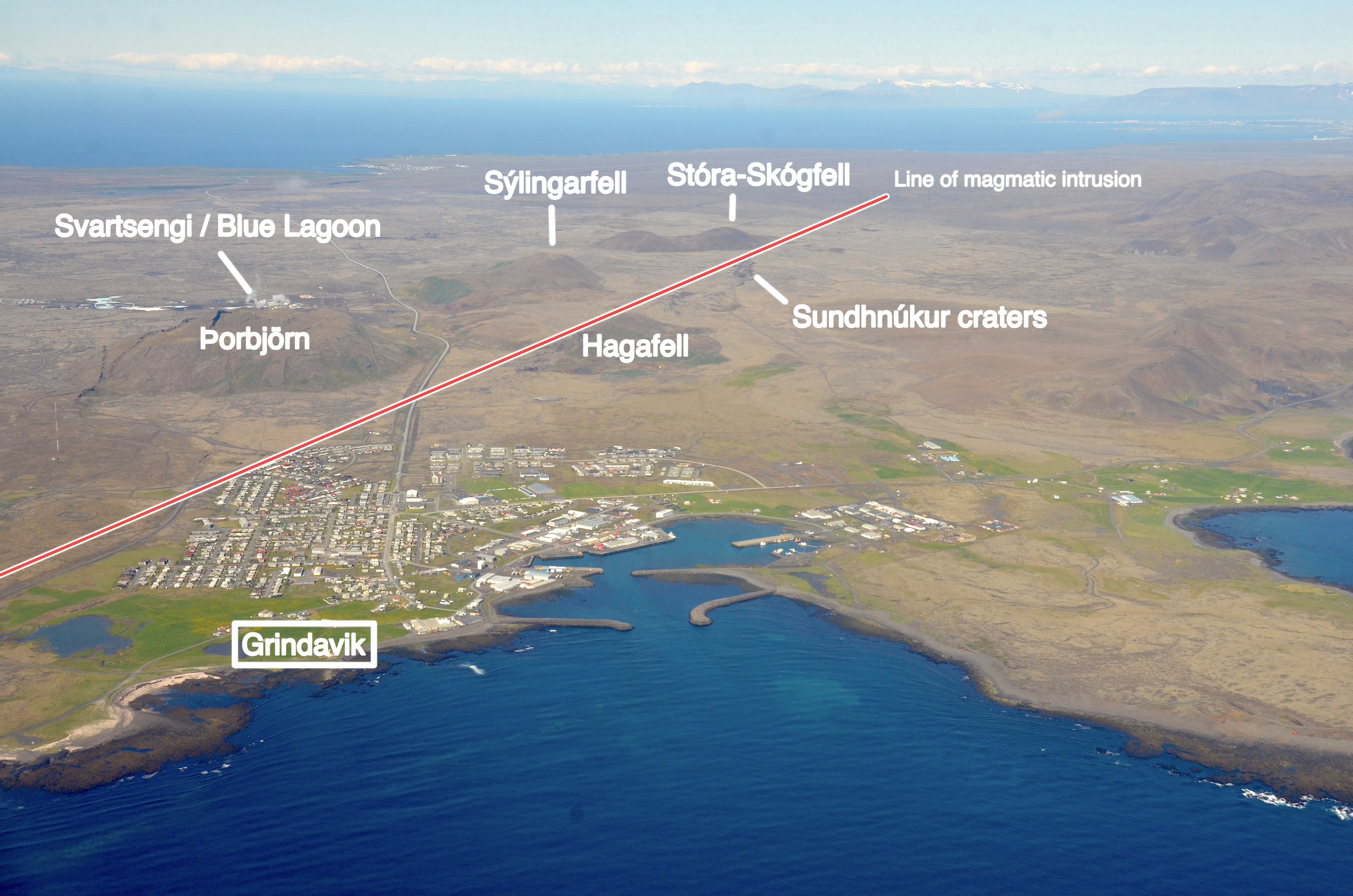
Vista comentada del área involucrada en las perturbaciones sísmicas de 2023

Los terremotos de 2023 se producen cuatro años después de que comenzaran los temblores cerca del monte Þorbjörn, que indicaban que el sistema volcánico de Reykjanes estaba volviendo a despertar tras 800 años de inactividad. Desde diciembre de 2019 se han formado cuatro intrusiones magmáticas, tres de las cuales entraron en erupción en el volcán Fagradalsfjall en 2021, 2022 y 2023. La cuarta intrusión aún no ha dado lugar a una erupción.

### 24-30 de octubre
La tarde del 24 de octubre comenzó un enjambre de terremotos debido a la intrusión magmática, y la intensidad de los terremotos disminuyó el 30 de octubre. Se detectaron aproximadamente 8000 terremotos; la mayoría de estos temblores ocurrieron a una profundidad de 2 a 4 km. La Oficina Meteorológica de Islandia (OMI) informó que el enjambre se centró alrededor de Svartsengi, al norte de Grindavik. A principios de mes se registraron alrededor de 700 terremotos, el más grande alcanzó una magnitud de 3,3.

### 10 y 11 de noviembre
El mayor de los terremotos hasta la fecha alcanzó una magnitud de 5,1. La actividad sísmica recibió una importante cobertura por parte de los medios de comunicación internacionales. La OMI predijo que era probable una erupción, afirmando que «el magma tardará varios días (en lugar de horas) en llegar a la superficie». Los sensores de deformación del suelo en Festarfjall y Svartsengi registraron que el suelo se había alejado 120 centímetros. Esto provocó que aparecieran grandes grietas en el suelo en varios lugares de Grindavik.

## Impacto
La dirección de la Laguna Azul anunció el cierre del sitio a los visitantes del 9 al 16 de noviembre como medida de precaución tras los terremotos. Se informó de pánico cuando rocas de lava cayeron en las carreteras de la zona mientras 30 huéspedes abandonaban el complejo tras un temblor de 4,8 en las primeras horas del 9 de noviembre.
Tras el terremoto de magnitud 5,1 del 10 de noviembre, muchas casas resultaron dañadas en Grindavík y una carretera al norte de la ciudad quedó agrietada y posteriormente la policía la cerró. También apareció una gran grieta en el terreno del campo de golf de la ciudad. Se declaró el estado de emergencia y esa noche se pusieron en marcha planes de evacuación para Grindavík. La autoridad de protección civil de Islandia desplegó la patrullera Thor en la zona «por motivos de seguridad». También cerró todas las carreteras a Grindavik excepto para fines de emergencia y evacuación.

## Erupción

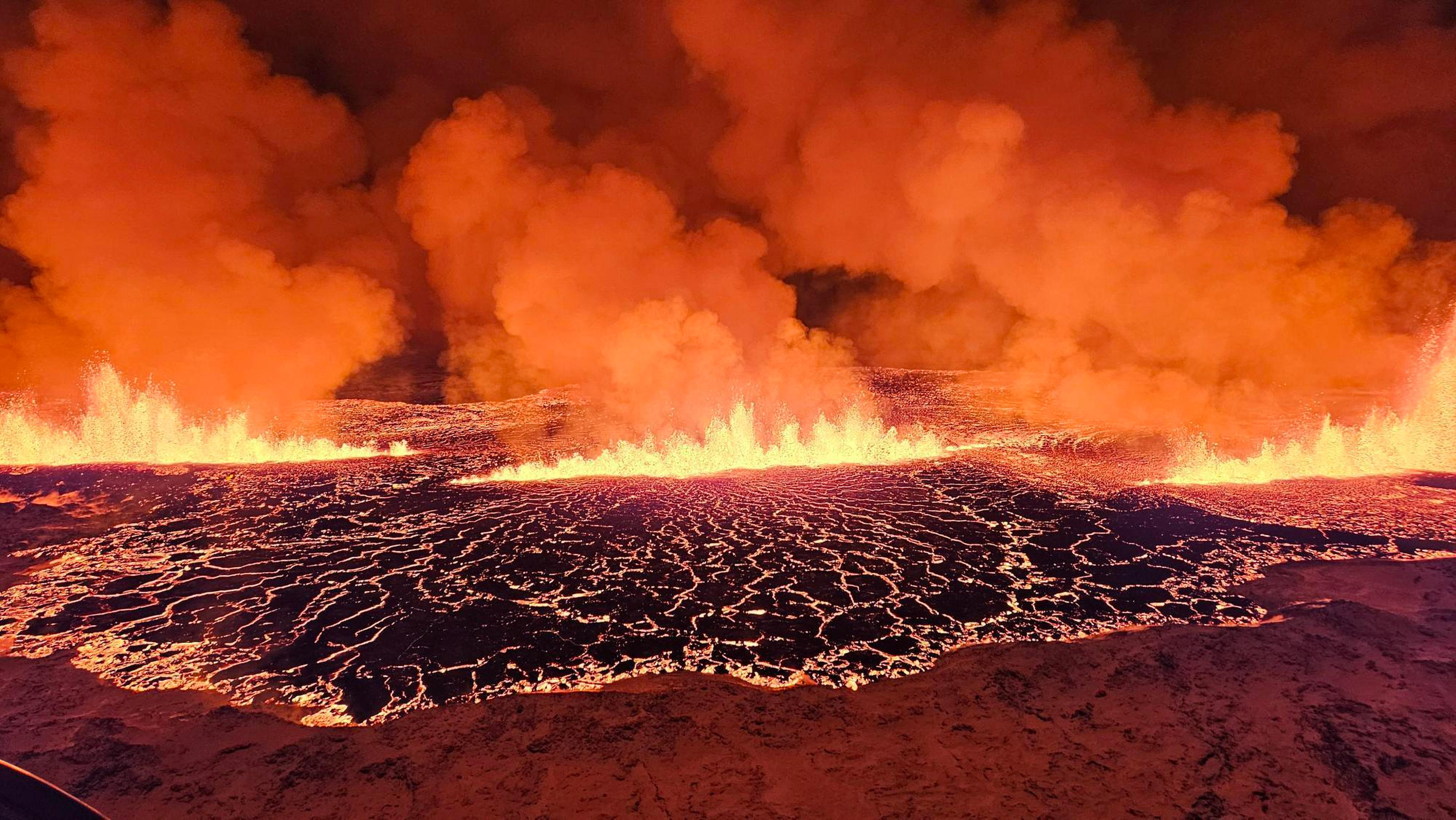
La erupción de 2023 tomada por la Oficina Meteorológica de Islandia.

En la noche del 18 de diciembre de 2023, se produjo una erupción volcánica en Sundhnúkur, al norte de Grindavík, con imágenes que mostraban lava brotando de fisuras en el suelo. La intensidad de la erupción y la actividad sísmica que la acompañaba disminuyeron a primera hora del 19 de diciembre, y se vio cómo la lava se extendía lateralmente desde ambos lados de las fisuras recién abiertas.
Según la OMI, la erupción se produjo hacia las 22.17 GMT, tras una serie de pequeños seísmos registrados hacia las 21.00. La OMI señaló el origen de la erupción cerca de Hagafell, a unos 4 km al noreste de Grindavík, y señaló que la erupción procedía de una fisura de unos 3,5 km de longitud, con un flujo de lava de entre 100 y 200 metros cúbicos por segundo, añadiendo que la actividad sísmica parecía desplazarse en dirección a Grindavík. Un funcionario de la Defensa Civil islandesa declaró a la cadena de televisión RÚV que la erupción se había producido rápidamente y parecía ser «un evento bastante grande». La erupción fue descrita como la mayor en la zona desde el inicio de la actividad en 2021, y era visible hasta la capital islandesa, Reikiavik, a 42 kilómetros.